# Burgruine Gutenstein

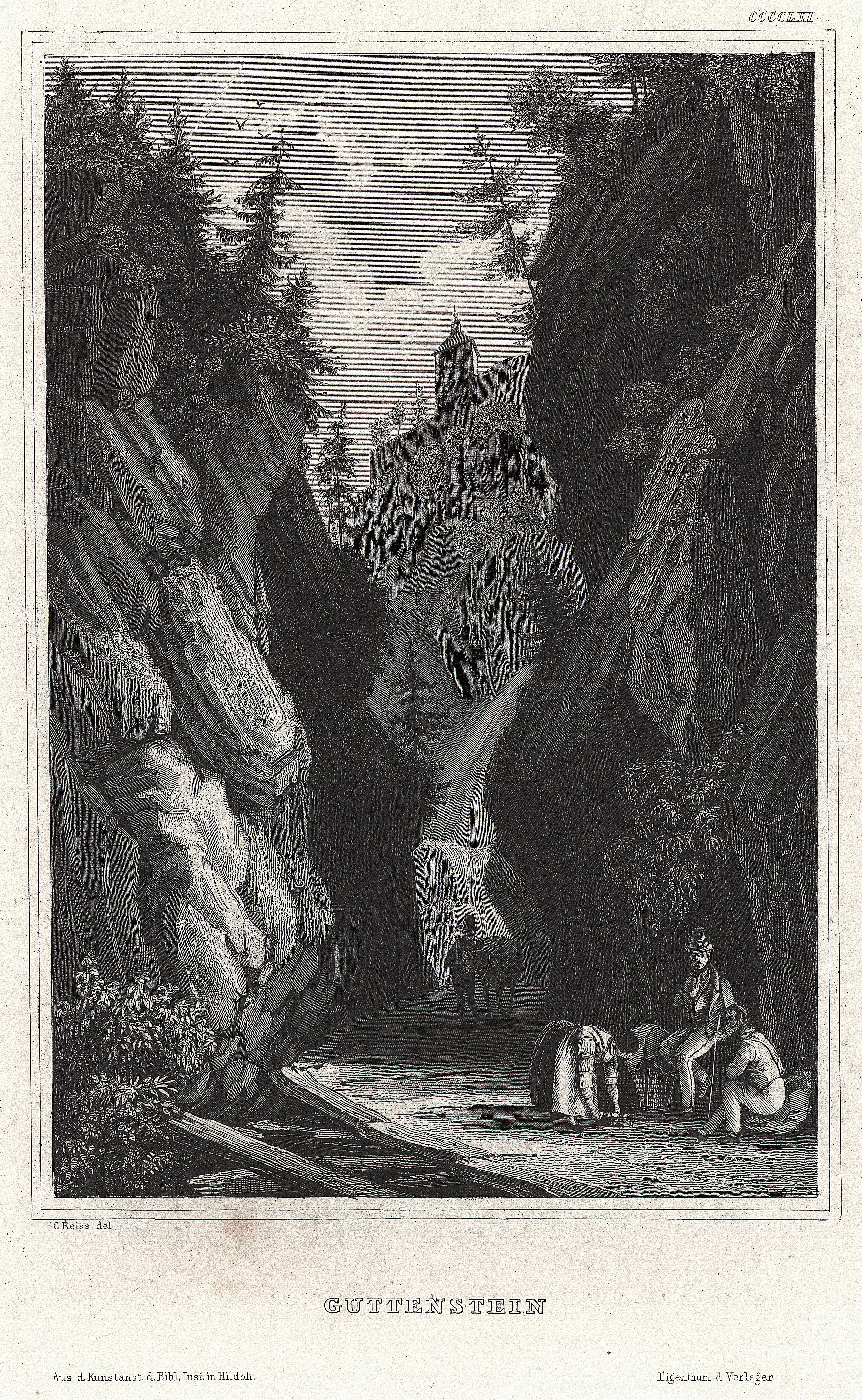
Die Burgruine auf einem Stahlstich von 1843

Die Burgruine Gutenstein ist die Ruine einer Felsenburg auf einem steilen Felsen über den engen Tälern von Piesting, Längapiesting und Steinapiesting, gelegen in der Gemeinde Gutenstein im Bezirk Wiener Neustadt-Land in Niederösterreich.
Erbaut wurde die damalige landesfürstliche Burg zwischen 1195 und 1220 als Steinburg. Urkundlich erwähnt wurde sie erstmals 1220, zusammen mit der Pfarre Gutenstein. Von dieser Burg aus konnten drei Täler überwacht werden.

## Geschichte
Die Burg Gutenstein wurde gegen Ende des 12. Jahrhunderts, vermutlich noch unter den steirischen Otakaren oder auch schon von den Babenbergern, errichtet. Die erste urkundliche Erwähnung der Festung erfolgte 1220. Sie war eine landesfürstliche Burg und gehörte damals Herzog Leopold VI., der sie erweiterte. Nach dem Tod Friedrichs II., des Streitbaren verwaltete der Deutsche Ritterorden die Burgen Starhemberg und Gutenstein. Erst nach Aufforderung von Papst Innozenz IV. gaben sie 1248 die Burgen sowie den Schatz der Babenberger an die Schwester Friedrichs, Margarethe, heraus. Sie gab die Festung an ihren zweiten Ehemann, Ottokar II. Přemysl weiter. Ab 1276 war die Burg im Besitz der Habsburger.
Die Burg war der Lieblingssitz von Herzog Friedrich III. dem Schönen, der mit dem bayerischen Herzog Ludwig Krieg um die deutsche Königskrone führte. In der Schlacht bei Mühldorf wurde Friedrich 1322 geschlagen, gefangen genommen und anschließend auf der Burg Trausnitz im Tal eingesperrt. Nach zweieinhalb Jahren Gefangenschaft wurde er freigelassen und konnte nach Gutenstein zurückkehren. Formell war er zwar Mitkönig, wurde aber mit keinerlei Machtbefugnissen ausgestattet. Seine Frau, Isabella von Aragon ließ 1320 die Katharinenkapelle erbauen. 1330 starb Friedrich im 41. Lebensjahr auf Burg Gutenstein. Aufgrund eines Teilungsvertrages fiel diese 1379 über die habsburgischen Besitzungen an Herzog Albrecht III.
1407 kam es abermals zu Erbstreitigkeiten. Der Streit zwischen Herzog Ernst dem Eisernen und Herzog Albrecht V. konnte erst 1417 durch Intervention von Kaiser Sigismund zugunsten Albrechts beigelegt werden. Auch der spätere Kaiser Friedrich III. wollte die Burg nicht an seinen Mündel Ladislaus Postumus übergeben. Aus diesem Grund belagerte sie der Wiener Söldnerführer Postumus 1457 einen Monat lang und konnte sie schließlich einnehmen. Daraufhin ließ Postumus seinen 15-jährigen Rivalen Mátyás Hunyadi nach Gutenstein bringen und dort einkerkern. Dreißig Jahre später eroberte Mátyás, nun als König Matthias Corvinus von Ungarn, die Festung. Nach seinem Tod 1490 wurde sie wieder habsburgisch.
Den Türken gelang es weder im Verlauf der Ersten Türkenbelagerung 1529 noch bei einem weiteren Versuch 1532, die Burg einzunehmen, so verwüsteten sie die Umgebung. Im 16. und auch bereits im 15. Jahrhundert war die Burg oft in Pfandbesitz. 1595 erwarb sie der Kammerpräsident von Niederösterreich, Ludwig Gomez Freiherr von Hoyos, dessen Familie noch heute Besitzer der Ruine und der umliegenden Wälder ist. Nach dem Kauf wurde sie von Meister Ulrich von Ebenfurt repariert. Die Burg war in der Folge auch Sitz eines Landgerichtes, in dem auch zahlreiche Hexenprozesse stattfanden. 1641 wurde zum Beispiel eine arme Häuslerin wegen Zauberei und Blutschande zum Tode verurteilt und daraufhin lebendig am Scheiterhaufen verbrannt.
Die nächsten größeren Umbauten erfolgten erst wieder im 16. Jahrhundert. In den Jahren 1600 bis 1630 erfolgte ein schwieriger Wiederaufbau der laut Baubefund stark beschädigten Anlage.
1674 erbaute Johann Balthasar II. von Hoyos das neue Schloss im Ort. Daraufhin wurde die Burg verlassen und dem langsamen Verfall preisgegeben. Bei der Zweiten Türkenbelagerung 1683 diente sie der umliegenden Bevölkerung als Zufluchtsort. Mit Hilfe von 200 Soldaten konnte sie erfolgreich gegen die Osmanen verteidigt werden.
1708 richtete ein Großbrand schwere Schäden an. 1842 ließen die Hoyos-Sprinzenstein den Bergfried neu eindecken und die Küche ausbessern, dies änderte jedoch nicht viel am weiteren Verfall der Burg. Um 1980 begann der örtliche Burgverein mit Sicherungsarbeiten, jedoch ist heute das Betreten der Burg aus Sicherheitsgründen nicht mehr gestattet.

## Architektur

### Torzwinger
Der Torzwinger wurde bereits um 1240 errichtet. Er bestand aus lagerhaftem Bruchsteinmauerwerk. Die spätromanische Wehrmauer mit Zinnen ist erhalten. Im 16. Jahrhundert erfolgte eine Erneuerung des Torbereiches. Oberhalb des Tores sind noch Reste einer vorkragenden Wehrplattform erkennbar. Die Außenmauern wurden zuletzt im 17. Jahrhundert wiederhergestellt, erhöht und mit kleinen Rechteckscharten versehen.

### Vorburg
Die Vorburg wurde um 1240 gleichzeitig mit dem Torzwinger errichtet. In der ersten Hälfte des 17. Jahrhunderts wurde sie mit einem bastionsartigen Zubau nach Osten hin erweitert. Dort befindet sich der heutige Eingang durch ein kleines Rundbogenportal und über eine Holztreppe. Im Bereich der Erweiterung liegt eine aus dem Felsen gehauene Zisterne. Über die freigelegten Fundamente der eingestürzten östlichen Ringmauer gelangt man in die spätromanische Vorburg. An der Nordseite stehen Gebäude in kühner Lage auf einem vorspringenden Felsen. Die beiden westlichen Erdgeschoßräume stammen im Kern aus dem Jahr 1240. Die Gebäude bestehen aus lagerhaftem Bruchsteinmauerwerk mit Rechteckscharten und Holzüberlagerern. An der Ostseite sind Balkenreste eines Erkers erkennbar. Im zweiten Geschoß der Zwischenmauer ist ein spoliertes, zart gefastes Rundbogenportal von 1240 erhalten. Im Zuge der Instandsetzungsarbeiten 1630 wurde die Vorburg wiederhergestellt und um eine Raumlänge nach Osten vergrößert. Dort fertigte Meister Eberhard aus Ebenfurth 1628 einen beeindruckenden Spitzbogen zum Überspannen einer Felskluft. In der Außenschale der Ostmauer ist eine apotropäische Steinkugel eingesetzt, die Unheil abwenden soll. An der südlichen Mauer der Vorburg sind noch die Reste des Tores aus dem 16. und 17. Jahrhundert zu sehen. Dieses war ursprünglich über eine aus dem Fels geschlagene Rampenkonstruktion erreichbar.

### Küche
Am Weg zum Bergfried liegt die freistehende Burgküche mit Pyramidenhelm. Sie wurde in der zweiten Hälfte des 16. und in der ersten Hälfte des 17. Jahrhunderts errichtet und ist ein westlich gewölbter Raum mit kleiner Öffnung. Die Ringmauer im Westen entstand um 1240. Die Mauer besteht aus lagerhaftem Bruchsteinmauerwerk mit einfachen Lichtscharten. Erwähnenswert sind die Balkenreste eines nach außen vorkragenden Wehrganges, auf den ein heute vermauertes Portal aus Werkstein führte.

### Bergfried
Der dreigeschoßige Bergfried ist eigentlich ein bergfriedartiger Torturm mit einer Kapelle im zweiten Geschoß. Dieser wurde um 1220 aus lagerhaftem Bruchsteinmauerwerk, teilweise mit Kellestrich errichtet und 1240 erweitert. Als der Turm um 1600 wiederhergestellt wurde, erfolgte auch eine umfassende Veränderung. Das Dach mit Zwiebelhelm wurde im 19. und 20. Jahrhundert erneuert.
Das Torgeschoß ist ein rundbogiges Torgemäuer mit außen liegender Falz und entstand zwischen 1220 und 1240. Es wurde im Zuge der Abtiefung des Begehungsniveaus in der Neuzeit verändert. Dabei wurde die dreijochige Torhalle um das Jahr 1600 erhöht und eingewölbt. Darüber befinden sich Stichkappen. Mittig ist Kreuzgratgewölbe mit aufgeputzten Graten und Rechteckfeldern zu sehen. Oberhalb der Putzkante, die die ursprüngliche Geschoßteilung kennzeichnet, sind zwei Putzschichten als Reste der Ausstattung der Kapelle erkennbar. Auf der unteren Schicht befindet sich ein Rautenmotiv mit eingeschriebenen Kreisen in roter und gelber Farbe, das um 1220 gemalt wurde. Im Osten sind ein Bodenbrett und vertikale Baufugen der Apsis erhalten.
Das zweite Geschoß ist das Kapellengeschoß. Die im Kern romanische Burgkapelle hat einen Hocheinstieg im Westen und einen Apsidenerker im Osten. An baulichen Details sind unter anderem noch der Werkstein mit dem Kegelansatz des Apsidenerkers sowie die südlichen Wände des Westportals erkennbar. Im Gewölbebereich der Torhalle ist noch ein Rest der gemalten Sockelzone erhalten geblieben.
Die Kapelle wurde um 1600 aufwendig umgestaltet, dabei wurden auch der romanische Apsidenerker und die Fenster ausgebrochen sowie das Westportal zu einem großen weiten Rundbogen erweitert. Der Sakralraum wurde durch die Einbeziehung des ursprünglich dritten Geschoßes vergrößert und dabei eine romanische Rundbogenöffnung vermauert. Von dieser sind noch Reste der gemalten Quaderrahmung mit rotem Fugenstrich in der Ostmauer erhalten. Die Ansätze des Gewölbes über profilierten Konsolen sind mit Stuckbändern verziert, die Blatt- und Eistabmotive darstellen. Im Westen wurde eine hohe Empore eingebaut. Die südliche Mauer hat drei zu einem Dreieck gruppierte Rundbogenfenster. Hier stand angeblich der barocke Hochaltar der Pfarrkirche. Das um 1600 eingezogene Obergeschoß hat kleine querrechteckige Fenster. Die Löcher in den Balken zeugen von einem verschwundenen Obergaden.

### Hochburg
Die Hochburg, von der noch Reste eines lagerhaften Bruchsteinmauerwerks erkennbar sind, reichte ursprünglich weiter nach Westen. Bei den Umbauten des 16. und 17. Jahrhunderts wurde die Hochburg verkleinert und ohne Innenhof neu aufgebaut. Von der romanischen Bausubstanz sind vor allem Teile der südlichen Außenmauer erhalten geblieben, insbesondere das Balkennegativ eines Wohnbaues, bei dem die von Süden sichtbare vertikale Baufuge den späteren Anbau des Bergfrieds belegt. Aus südlicher Richtung kann man im dritten Geschoß der Südmauer die Reste eines um 1600 wiederverwendeten Biforenfensters erkennen. Dieses wurde im 17. Jahrhundert wieder vermauert. Die schlanke Säule des Fensters steht auf einer profilierten Basis, die seitlichen Gewändesteine sind gefast. Der monolithische Sturz mit zwei gefasten dreipassförmigen Bögen befindet sich heute im Gutensteiner Heimatmuseum.
Die dreigeschoßige Hochburg entstand weitgehend um 1600 aus Misch- und Ziegelmauerwerk. Auf ein mit Bauschutt verfülltes, teilweise gemauertes Untergeschoß folgen zwei Wohngeschoße, die jeweils in mindestens fünf Wohnräume mit großen Rechteckfenstern unterteilt sind. Die Gewände mit vorkragenden Fensterbänken sind nur teilweise erhalten. Im Osten befand sich ursprünglich ein gewölbter Einstützenraum mit einem achteckigen Pfeiler. In der südöstlichen Ecke sind Reste eines Treppenhauses erkennbar. Im südwestlichen Raum im zweiten Obergeschoß findet man profilierte Steinkonsolen mit Gewölbeansätzen. Im nordwestlichen Raum wurden sie nachträglich als Vertäfelung umgearbeitet. In diesem und im direkt darüber liegenden Raum befindet sich jeweils ein nach Westen gehender Aborterker.
Um 1600 wurde als Abschluss der neuzeitlichen Hochburg gegen den westlichen Felsgrat eine keilförmig ausgebildete Schildmauer gebaut.

## Sonstiges

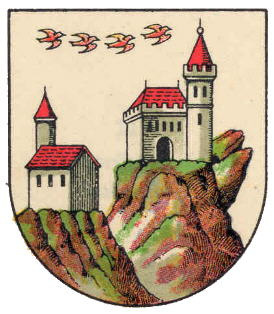
Altes Wappen von Gutenstein
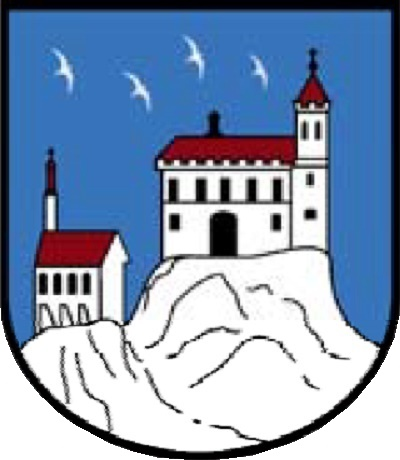
Aktuelles Wappen

Neben der Kirche am Mariahilfberg ziert auch die Ruine das alte Wappen der Gemeinde Gutenstein.